# Ти си отров мој
Ти си отров мој је дебитантски студијски албум српске фолк певачице Наташе Ђорђевић, издат 1990. године за Југодиск. Албум је рађен у сарадњи са оркестром Славка Стефановића. Текстове за неколико песама написала је сама певачица.

## Списак песама
| №  | Назив                  | Текст           | Музика                         | Трајање |  |
| 1. | Заиграјмо са-са        | Наташа Ђорђевић | Мирослав Ђорђевић (композитор) | 3:08    |  |
| 2. | Ја сам ђаво            | Наташа Ђорђевић | Мирослав Ђорђевић              | 2:54    |  |
| 3. | Ех, да ми је           | Влајко Караџић  | Славко Стефановић (музичар)    | 3:50    |  |
| 4. | Хајде ноћас са мном    | Миодраг Ж. Илић | Драган Александрић             | 2:32    |  |
| 5. | Не љуби ме, луда главо | Влајко Караџић  | Славко Стефановић              | 3:50    |  |
| 6. | Ти си отров мој        | Наташа Ђорђевић | Мирослав Ђорђевић              | 2:28    |  |
| 7. | Ја тугујем и болујем   | Наташа Ђорђевић | Мирослав Ђорђевић              | 3:12    |  |
| 8. | Обећање                | Влајко Караџић  | Славко Стефановић              | 3:28    |  |